# Rhys Williams (calciatore 2001)
Rhys Williams (Preston, 3 febbraio 2001) è un calciatore inglese, difensore del Liverpool.

## Caratteristiche tecniche
È un difensore centrale dotato di elevata fisicità e buona tecnica di base. Difficilmente superabile nei duelli aerei, sa impostare le azioni dalle retrovie grazie alla precisione nei lanci lunghi.

## Carriera

### Club

#### Gli inizi
Nato a Preston, è entrato a far parte del settore giovanile del Liverpool all'età di 10 anni, facendo tutta la trafila delle giovanili fino all'approdo in U23 nel 2018. Il 31 luglio 2019 è stato ceduto in prestito per sei mesi al Kidderminster dove ha giocato 26 incontri e segnato una rete nella sesta divisione inglese.

#### Liverpool e vari prestiti
Utilizzato di nuovo nell'Under-23 fino al termine della stagione, il 1º settembre 2020 ha rinnovato il proprio contratto e tre settimane più tardi ha fatto il suo esordio fra i professionisti affiancando Virgil van Dijk nella formazione titolare che ha sconfitto 7-2 il Lincoln City in Carabao Cup. Il 21 ottobre ha fatto il suo esordio in Champions League entrando nei minuti di recupero dell'incontro della fase a gironi vinto 1-0 contro l'Ajax.
Il 31 agosto 2021, dopo aver rinnovato con i Reds, passa in prestito allo Swansea City fino al termine della stagione, salvo essere richiamato dal prestito il 20 gennaio 2022 dopo appena 7 presenze complessive. Termina la stagione alternandosi tra Prima squadra e formazione Under 23.
L'anno seguente, il 19 luglio 2022, si trasferisce per l'intera stagione in prestito al Blackpool. Fa il suo debutto per la vittoria casalinga per 1-0 sul Reading. Dopo 17 presenze con i Seasiders, il 23 gennaio 2023 il tecnico Jürgen Klopp decide di riportarlo alla base in seguito all'infortunio di Virgil van Dijk.
Il 28 giugno 2023 viene ceduto in prestito per tutta la stagione 2023-2024 agli scozzesi dell'Aberdeen. Il 3 gennaio 2024, dopo aver disputato una sola partita, viene risolto il prestito con la squadra scozzese; il 16 gennaio successivo viene ceduto in prestito fino al termine della stagione al Port Vale.

### Nazionale
Il 5 ottobre 2020 ricevuto la sua prima convocazione in nazionale under-21, e due giorni dopo ha debuttato giocando da titolare il match di qualificazione per il campionato europeo under-21 2021 pareggiato 3-3 contro Andorra U-21.

## Statistiche
Statistiche aggiornate al 16 gennaio 2024.

### Presenze e reti nei club
| Stagione            | Squadra          | Campionato       | Campionato | Campionato | Coppe nazionali | Coppe nazionali | Coppe nazionali | Coppe continentali | Coppe continentali | Coppe continentali | Altre coppe | Altre coppe | Altre coppe | Totale | Totale | Totale |
| Stagione            | Squadra          | Comp             | Pres       | Reti       | Comp            | Pres            | Reti            | Comp               | Pres               | Reti               | Comp        | Pres        | Reti        | Pres   | Reti   |        |
| ------------------- | ---------------- | ---------------- | ---------- | ---------- | --------------- | --------------- | --------------- | ------------------ | ------------------ | ------------------ | ----------- | ----------- | ----------- | ------ | ------ | ------ |
| 2019-gen. 2020      | Kidderminster    | CN               | 26         | 1          | FACup           | 2               | 0               | -                  | -                  | -                  | FAT         | 1           | 0           | 29     | 1      |        |
| gen.-giu. 2020      | Liverpool        | PL               | 0          | 0          | FACup+CdL       | 0               | 0               | UCL                | 0                  | 0                  | SI+SU+CdM   | 0           | 0           | 14     | 0      |        |
| 2020-2021           | Liverpool        | PL               | 9          | 0          | FACup+CdL       | 2+2             | 0               | UCL                | 6                  | 0                  | -           | -           | -           | 19     | 0      |        |
| lug.-ago. 2021      | Liverpool        | PL               | 0          | 0          | FACup+CdL       | 0               | 0               | UCL                | 0                  | 0                  | -           | -           | -           | 0      | 0      |        |
| ago. 2021-gen. 2022 | Swansea City     | FLC              | 5          | 0          | FACup+CdL       | 1+1             | 0               | -                  | -                  | -                  | -           | -           | -           | 7      | 0      |        |
| gen.-giu. 2022      | Liverpool        | PL               | 0          | 0          | FACup+CdL       | 0               | 0               | UCL                | 0                  | 0                  | -           | -           | -           | 0      | 0      |        |
| 2022-gen. 2023      | Blackpool        | FLC              | 17         | 0          | FACup+CdL       | 0               | 0               | -                  | -                  | -                  | -           | -           | -           | 17     | 0      |        |
| gen.-giu. 2023      | Liverpool        | PL               | 0          | 0          | FACup+CdL       | 0               | 0               | UCL                | 0                  | 0                  | SI          | -           | -           | 0      | 0      |        |
| Totale Liverpool    | Totale Liverpool | Totale Liverpool | 9          | 0          |                 | 4               | 0               |                    | 6                  | 0                  |             | 0           | 0           | 19     | 0      |        |
| 2023-gen. 2024      | Aberdeen         | SP               | -          | -          | SC+CdL          | -               | -               | -                  | -                  | -                  | SCC         | 1           | 0           | 1      | 0      |        |
| gen.-giu. 2024      | Port Vale        | FL1              | -          | -          | FACup+CdL       | -               | -               | -                  | -                  | -                  | EFLT        | -           | -           | -      | -      |        |
| Totale carriera     | Totale carriera  | Totale carriera  | 57         | 1          |                 | 8               | 0               |                    | 6                  | 0                  |             | 2           | 0           | 73     | 1      |        |

### Cronologia presenze e reti in nazionale

#### Under-21
| Cronologia completa delle presenze e delle reti in nazionale ― Inghilterra under 21 | Cronologia completa delle presenze e delle reti in nazionale ― Inghilterra under 21 | Cronologia completa delle presenze e delle reti in nazionale ― Inghilterra under 21 | Cronologia completa delle presenze e delle reti in nazionale ― Inghilterra under 21 | Cronologia completa delle presenze e delle reti in nazionale ― Inghilterra under 21 | Cronologia completa delle presenze e delle reti in nazionale ― Inghilterra under 21 | Cronologia completa delle presenze e delle reti in nazionale ― Inghilterra under 21 | Cronologia completa delle presenze e delle reti in nazionale ― Inghilterra under 21 |
| Data                                                                                | Città                                                                               | In casa                                                                             | Risultato                                                                           | Ospiti                                                                              | Competizione                                                                        | Reti                                                                                | Note                                                                                |
| ----------------------------------------------------------------------------------- | ----------------------------------------------------------------------------------- | ----------------------------------------------------------------------------------- | ----------------------------------------------------------------------------------- | ----------------------------------------------------------------------------------- | ----------------------------------------------------------------------------------- | ----------------------------------------------------------------------------------- | ----------------------------------------------------------------------------------- |
| 7-10-2020                                                                           | Andorra la Vella                                                                    | Andorra under 21                                                                    | 3 – 3                                                                               | Inghilterra under 21                                                                | Qual. Europeo Under-21 2021                                                         | -                                                                                   | 42’                                                                                 |
| 13-11-2020                                                                          | Wolverhampton                                                                       | Inghilterra under 21                                                                | 3 – 1                                                                               | Andorra under 21                                                                    | Qual. Europeo Under-21 2021                                                         | -                                                                                   |                                                                                     |
| Totale                                                                              |                                                                                     | Presenze                                                                            | 2                                                                                   |                                                                                     | Reti                                                                                | 0                                                                                   |                                                                                     |

#### Under-19
| Cronologia completa delle presenze e delle reti in nazionale ― Inghilterra under 19 | Cronologia completa delle presenze e delle reti in nazionale ― Inghilterra under 19 | Cronologia completa delle presenze e delle reti in nazionale ― Inghilterra under 19 | Cronologia completa delle presenze e delle reti in nazionale ― Inghilterra under 19 | Cronologia completa delle presenze e delle reti in nazionale ― Inghilterra under 19 | Cronologia completa delle presenze e delle reti in nazionale ― Inghilterra under 19 | Cronologia completa delle presenze e delle reti in nazionale ― Inghilterra under 19 | Cronologia completa delle presenze e delle reti in nazionale ― Inghilterra under 19 |
| Data                                                                                | Città                                                                               | In casa                                                                             | Risultato                                                                           | Ospiti                                                                              | Competizione                                                                        | Reti                                                                                | Note                                                                                |
| ----------------------------------------------------------------------------------- | ----------------------------------------------------------------------------------- | ----------------------------------------------------------------------------------- | ----------------------------------------------------------------------------------- | ----------------------------------------------------------------------------------- | ----------------------------------------------------------------------------------- | ----------------------------------------------------------------------------------- | ----------------------------------------------------------------------------------- |
| 9-9-2019                                                                            | Haiger                                                                              | Germania under 19                                                                   | 1 – 0                                                                               | Inghilterra under 19                                                                | Amichevole                                                                          | -                                                                                   | 9’                                                                                  |
| 12-10-2019                                                                          | Marbella                                                                            | Belgio under 19                                                                     | 4 – 2                                                                               | Inghilterra under 19                                                                | Amichevole                                                                          | -                                                                                   |                                                                                     |
| Totale                                                                              |                                                                                     | Presenze                                                                            | 2                                                                                   |                                                                                     | Reti                                                                                | 0                                                                                   |                                                                                     |

## Palmarès

### Club

#### Competizioni giovanili
- FA Youth Cup: 1

Liverpool: 2018-2019

#### Competizioni nazionali
- Community Shield: 1

Liverpool: 2022